# Autodoc
Autodoc (рус. Автодок) — немецкая компания, базирующаяся в Берлине. Ей принадлежат интернет-магазины запчастей для легковых и грузовых автомобилей в 26 европейских странах. Основная доля клиентов — частные лица и небольшие СТО. Компания основана в 2008 году, работает под брендом Autodoc с 2015 года.
Является крупнейшей европейской платформой для поиска автозапчастей — в 2020 году через интернет-портал Autodoc было куплено более 50 млн автотоваров на сумму 840 млн евро. В 2023 году выручка Autodoc составила 1,3 млрд евро.

## История
В 2008 году Алексей Эрдле и Макс Вегнер основали компанию E&S Pkwteile GmbH. Причиной этому стали высокие отпускные цены на запчасти у многих СТО. На домене pkwteile.de был открыт интернет-магазин, предложивший потребителям более выгодные цены. Бизнес-идея оказалась успешной и компания утвердилась на рынке, хорошо зарекомендовав себя. Первоначально учредители сами упаковывали и отправляли запчасти, первый наемный сотрудник приступил к работе в 2009 году.

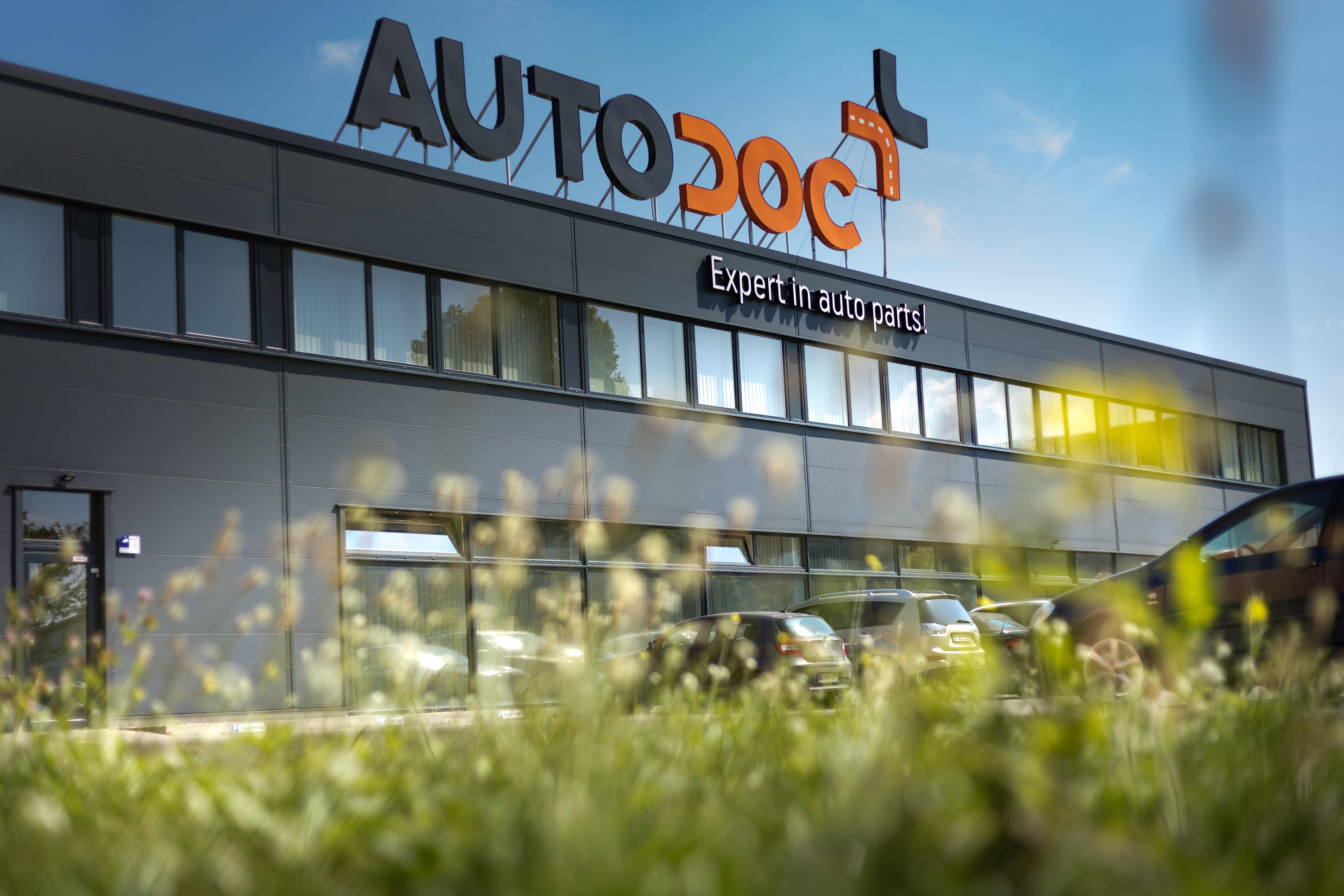
Головной офис в Берлин-Лихтенберг (2020)

В первые годы компания располагалась в районе Берлин-Вайсензе. В 2010 году были сданы в эксплуатацию новые помещения в районе Берлин-Лихтенберг. Экспансия в Австрию и Швейцарию началась в 2011 году. В 2012 году последовали Великобритания, Франция, Италия и Испания. Позже компания была перенесена в более просторные офисные и складские помещения в том же районе.
В 2015 году компания была переименована в Autodoc GmbH. Публичный имидж был интернационализирован за счет переводов интернет-магазинов на соответствующие языки и внедрения национальных доменов верхнего уровня. В 2016 финансовом году объём продаж превысил отметку в 100 миллионов евро, в 2017 году уже более 250 миллионов евро. В 2018 году Autodoc расширил свой ассортимент за счет запасных частей для грузовых и прочих коммерческих автомобилей.
Согласно собственным оценкам, компания является онлайн-продавцом автозапчастей в Европе с наибольшим объёмом продаж. Согласно оценке Financial Times, в 2018 году с точки зрения объёма продаж, компания являлась одной из самых быстрорастущих в Европе.
В июне 2019 года Autodoc открыл представительство в Берлине на Kurfürstendamm 22 (Kranzler-Eck). Офис в Берлин-Лихтенберг остаётся основной штаб-квартирой ритейлера запасных частей.

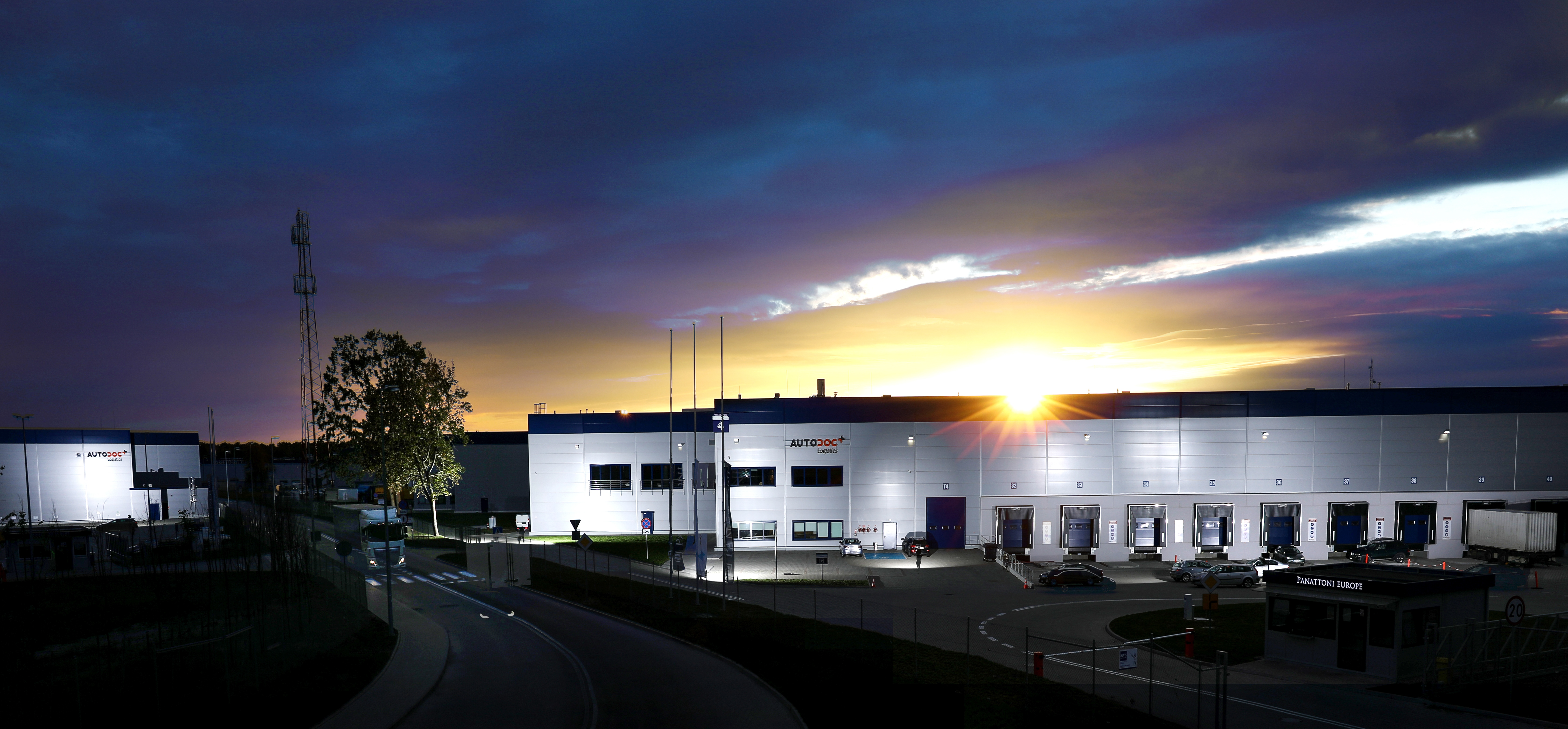
Логистический центр в Щецине (2020)

В сентябре 2020 года компания открыла новый полуавтоматический логистический центр в Щецине, Польша. По собственным данным, Autodoc удвоила складские площади до 26 700 квадратных метров. В 2018 году Autodoc открыла перевалочный пункт в районе Залом-Каштанове города Щецин, недалеко от польской автомагистрали A6. В Щецине работает почти 1600 сотрудников, и новое здание создает до 800 дополнительных рабочих мест. С 2018 года компания инвестировала около 11 миллионов евро в свой склад в Щецине.
В 2017 году открылось представительство Autodoc в Украине, в 2019 было основано ООО «Автодок Юкрейн», а в июле 2021 открылся Одесский офис компании, рассчитанный на 1000 человек.

## Структура
Уставный капитал Autodoc по состоянию на 2018 год составлял 25 000 евро. Подавляющее большинство долей принадлежит Алексею Эрдле и Максу Вегнеру. Алексей Эрдле является единственным управляющим партнером с момента основания компании. Ещё одним партнером компании является Виталий Кунгель, действующий на основании генеральной доверенности (Prokura).

## Прочее
Каталог компании включает в себя в том числе около 2,5 миллионов запчастей для легковых и грузовых автомобилей таких категориях как: ДВС, шасси, свет, электрика, вентиляция и шины.
Autodoc является официальным партнером Чемпионата мира по ралли FIA (WRC) с января 2019 года и выступает спонсором всех европейских гонок. В 2018 году Autodoc был официальным партнером ADAC Rallye Masters.
В конце 2016 года футбольный клуб Alemannia Aachen объявил о партнерстве с компанией. Компания размещала рекламу на майках футболистов-юниоров U15, U16 и U19.
В ноябре 2021 года эксклюзивным представителем компании Autodoc стал испанский футболист и победитель чемпионата мира по футболу Фернандо Торрес.

## Награды
В 2020-м украинское представительство компании Autodoc («Автодок Юкрейн»), удостоилось престижной премии «Выбор Страны».